# Burino
Con il termine burino, in dialetto romanesco, viene designato il contadino, il campagnolo e, in senso più esteso e moderno, una persona con forma e modi da provinciale.

## Tre diverse ipotesi etimologiche di burino

### 1/3 - Etimologia popolare di burino
Secondo una etimologia popolare diffusa, burino deriverebbe da burro (alimento), parola che in dialetto romanesco perde una erre e diventa buro, con ciò risalendo essa ai pastori venditori di burro in attività per le strade dell'urbe, provenienti dalle campagne fuori città, e quindi facilmente associabili alla figura del contadino rozzo e zotico, che è l'attuale senso figurato di burino.

### 2/3 - Etimologia latina di burino
L'etimologia più accreditata è che burino è il diminutivo di 'bure", dal latino bura -ae (sf) e buris -is (sm), che erano sinonimi, italianizzato con il suffisso diminutivo -ino, quindi col significato originario di "piccolo manico di aratro". Ciò è confermato dalla famiglia etimologica nata attorno al latino buris/bura alla quale appartiene senza dubbio il bulino, cioè lo strumento per cesellare formato da un manico di legno e da una punta in ferro, che rende, per via analogica, appunto l'idea di un aratro in miniatura. Il francese ha ereditato, nella stessa famiglia etimologica, l'italiano bulino nella forma di burin, conservando la erre latina al posto della elle, mentre nello spagnolo "il bulino" è detto "el bulin", nella stessa morfologia del medioevo italico.
 Nella Interlingua (IALA) questa famiglia etimologica, conservata e ampliata dal latino toscanizzato lessicalmente, include anche la professione del cosiddetto burinator, cioè il bulinatore, parola in italiano quasi in disuso, ma non in disuso in francese: Le burineur né in spagnolo: el bulinador. Anziché in disuso, questa famiglia interlinguistica comprende anche l'arte o professione del bulinatore che - sempre in interlingua IALA - è la burinatura, terminologicamente una retroformazione mediativa degli etimi integrali della lingua latina con la bulinatura dello artigianato italiano, e con il burinage (burinaggio) dell'artigianato francese.

Storicamente a Roma l'aratro era utilizzato per indicare sineddoticamente i braccianti della Romagna, regione per svariati secoli facente parte proprio dei dominii dello Stato pontificio, ingaggiati di frequente come lavoratori stagionali nell'agro romano. Infatti, lo stesso telaio dell'aratro era chiamato spesso e volentieri burino nell'Italia del passato.

### 3/3 - Etimologia germanica di burino
Infine vi è l'ipotesi che, pur senza rinunciare al latino "buris -is o bura -ae" , riconduce burino e quindi bulino al longobardo boro, incontrando connessioni a lemmi germanici – si vedano a tal proposito i termini baur e buer in germanico antico, beorman in sassone antico, bauer in tedesco, boer in olandese (da cui deriva pure "boero") e boor in inglese (desueto oggi giorno), tutti con il medesimo significato di contadino o fattore – e risale storicamente quindi ai secoli in cui le popolazioni germaniche antiche, dagli ostrogoti ai longobardi, producevano neologismi dominando la maggior parte dell'Italia.